# Mannheim
Mannheim (pronunciación en alemán: /ˈmanˌhaɪ̯m/ (escucharⓘ)) es una ciudad situada en Baden-Wurtemberg, uno de los estados federados de Alemania. Es una ciudad industrial en la que habitan 309 119 personas (2020), lo que la convierte en la segunda ciudad más poblada del estado tras Stuttgart y en la vigésimo primera de Alemania. Forma junto a la ciudad de Ludwigshafen situada al otro lado del Rin una aglomeración urbana que supera los 480.000 habitantes y es el corazón de la región metropolitana Rhein-Neckar, séptima área del país con una población superior a los 2,4 millones de habitantes y más de 900 000 empleos industriales.
Es un importante nudo ferroviario y un gran puerto fluvial en la confluencia de los ríos Rin y Neckar.
La Universidad de Mannheim ocupa un castillo barroco.
Durante el siglo XVIII surgió en esta ciudad la llamada Escuela de Mannheim, una importante orquesta, reconocida en toda Europa y promovida por Carlos Teodoro, Príncipe Elector del Palatinado. De esta escuela fue alumno el pianista y compositor Jacob Rosenhain, el cual era hijo de esta ciudad.

## Historia
La villa de Mannheim (casa de Manno, siendo Manno probablemente la abreviación de Hartmann o Hermann) se nombra por primera vez en 766 en el monasterio de Lorsch. Durante largos años fue un pueblo de pescadores sin mucha importancia. En 1284 se adjudicó a los condes del Palatinado de la casa de los Wittelsbach. De importancia local era el castillo aduanero construido en 1349 en la zona hoy denominada "Lindenhof" que gravaba impuestos sobre la navegación en el Rin.

### Cronología
- 1415, se mantiene aquí cautivo al papa destronado Juan XXIII por orden del emperador Segismundo.
- 1462, por la victoria en la batalla de Seckenberg sobre los ejércitos unidos de los condes de Wurtemberg, el conde de Baden y el obispo de Metz, el príncipe elector (Kurfürst) Federico del Palatinado (Friedrich von der Pfalz) pone la base para la hegemonía de su casa en la parte media del alto Rin.
- 1566, Mannheim cuenta con aproximadamente 700 habitantes y es uno de los mayores pueblos de la región.
- 1606, Federico IV del Palatinado inaugura las obras para la fortaleza de Friedrichsburg. La planificación de una red de calles en damero para la ciudad de Mannheim unida a la fortaleza se ha conservado hasta hoy en día y es la base de las manzanas rectangulares del casco antiguo, aunque insertas en una antigua fortificación que tiene forma de herradura, lo que sería más frecuente encontrar en una ciudad con plano radio concéntrico. Constituye tal vez el único ejemplo de plano urbano ortogonal de Alemania y, al mismo tiempo, de uno de los primeros diseños de una ciudad planificada en el país.
- 1607, Federico otorga los derechos de ciudad a Mannheim.
- 1618-1648, Mannheim es ocupada y devastada varias veces durante la guerra de los Treinta Años.
- La Paz de Westfalia, supone el restablecimiento de la ciudad al Electorado del Palatinado.
- 1652, Carlos Luis del Palatinado, amplía los privilegios de la ciudad para favorecer la reconstrucción. Pero ya en 1689, durante las guerras por la sucesión al trono del Palatinado, tropas francesas destruyen la ciudad de nuevo.
- 1692, algunos ciudadanos fundan a su vuelta en la parte derecha del Neckar "Neu-Mannheim" (Nuevo Mannheim), que es destruido en gran parte durante un incendio en 1697. El príncipe Juan Guillermo anima a la reconstrucción ampliando de nuevo los privilegios de la ciudad para atraer a nuevos ciudadanos.
- 1709, se unen la fortaleza Friedrichsburg y la ciudad de Mannheim.
- 1720, Carlos Felipe se traslada con su corte de Heidelberg a Mannheim y comienza a construir el palacio (terminado en 1760). Así Mannheim se convierte en ciudad residencial de la corte. Se inicia la corta época dorada de la joven ciudad. La corte favorece el arte, la música (se inventa en la ciudad la primera  orquesta moderna), las ciencias y el comercio. Desde toda Europa vienen talentos para pasar una estancia en la corte. En el cuadrado N1 en el "Paradeplatz" (plaza del desfile) se empieza a construir unos grandes almacenes según los planos del arquitecto italiano Alessandro Galli da Bibiena, que se terminan en 1747. Además se coloca la primera piedra para la iglesia de los Jesuitas (la mayor iglesia barroca del alto Rin).
- 1763, el príncipe Carlos Teodoro funda la Academia de las Ciencias.
- 1774, Christian Mayer ocupa en el nuevo observatorio. Johann Wolfgang von Goethe, Friedrich Schiller, Wolfgang Amadeus Mozart y Gotthold Ephraim Lessing pasan un tiempo en Mannheim, que en esta época tiene 25.000 habitantes.
- 1778, para poder conseguir una herencia en Baviera, Carlos Teodoro tiene que trasladar su residencia a Múnich. Para compensar la pérdida de la corte se mantiene el teatro nacional en Mannheim. Sin embargo, empieza el declive cultural y científico.
- 1790-1794, se regula y se rectifica el Neckar.
- 1795, Mannheim es ocupada por tropas francesas durante las guerras de la coalición. En la reconquista por parte de tropas austríacas se producen graves daños debido al fuego de la artillería.
- A partir de 1799 (y hasta 1821) se desmontan las instalaciones de la fortaleza.
- 1803, durante una reestructuración del territorio, se adjudica Mannheim a Baden.
- 1817, Karl Drais construyó en Mannheim la primera bicicleta del mundo (aún sin pedales).
- 1828, se abren las instalaciones portuarias del puerto franco y a partir de 1831 Mannheim es el punto final para el tráfico de barcos pesados por el Rin. Con esto empieza de nuevo un auge económico de la ciudad que es unida en 1840 con Heidelberg con la primera línea de ferrocarril de la región.
- 1848, Mannheim es uno de los centros de la revolución alemana (Märzrevolution, revolución de marzo). El 27 de febrero se reúne aquí la primera asamblea popular de Baden. Tras la derrota de la revolución en 1849, muchos de los revolucionarios son ejecutados.
- 1861, la sede de la Comisión Central para la Navegación del Rin se traslada a Mannheim, y siete años después se firma el acta que lleva el nombre de esta ciudad y que contiene los principios vigentes hasta hoy.
- 1865, se funda en Mannheim la empresa "Badische Anilin und Soda Fabriken" más conocida con sus iniciales "BASF", que sigue siendo una de las mayores empresas químicas del mundo.
- 1878, se inaugura el antecesor del tranvía actual, el tranvía de caballos.

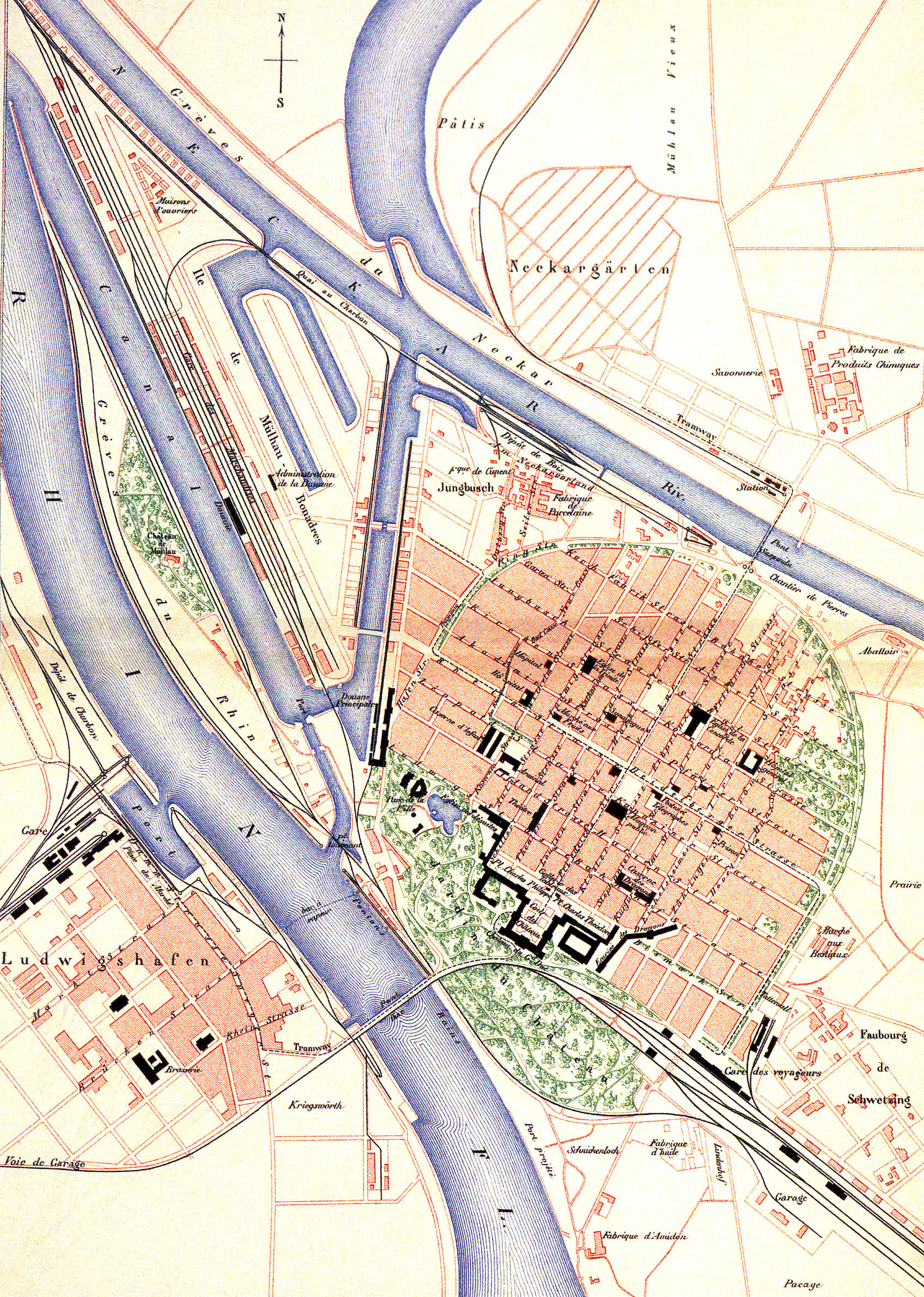
Mapa de Mannheim en 1880.

- 1886, Carl Benz patenta su "Vehículo propulsado por motor de gas" y realiza la primera prueba el 3 de julio. El 5 de agosto de 1888 su mujer Bertha Benz  hace el primer recorrido interurbano de un coche hacia Pforzheim.[4] Véase también Bertha Benz Memorial Route (Mannheim-Pforzheim-Mannheim).
- 1895, la ciudad compra la "Friesenheimer Insel", una isla fluvial para construir allí su puerto industrial. La ciudad sobrepasa el umbral de los 100.000 habitantes.
- 1900, se inaugura la primera parte del tranvía electrificado.
- 1918, tras el final de la Primera Guerra Mundial y debido a la ocupación francesa de las zonas en la orilla izquierda del Rin, Mannheim se convierte en ciudad fronteriza.
- 1921, la empresa "Heinrich Lanz AG" presenta el primer tractor con motor de petróleo.
- 1925, el centro artístico organiza una exposición "Neue Sachlichkeit", que da nombre a este estilo artístico de los años 1920.
- 1933, los nazis se hacen con el gobierno de la ciudad aunque se habían quedado en minoría con el 35,5% de los votos en las últimas elecciones celebradas.
- 1940, 2000 judíos de Mannheim son deportados al campo de concentración de Gurs (Francia). Muchos de ellos serán transportados luego a los campos del este y asesinados allí.
- 1945, tras el final de la Segunda Guerra Mundial Mannheim estaba destruida casi por completo debido a los bombardeos de los Aliados. El 28 de marzo se produce la primera capitulación telefónica tras una llamada de las tropas americanas al centro de la ciudad. Esta es tomada por las tropas aliadas el 29 de marzo.
- 1967, Mannheim se convierte en ciudad universitaria.

## Geografía

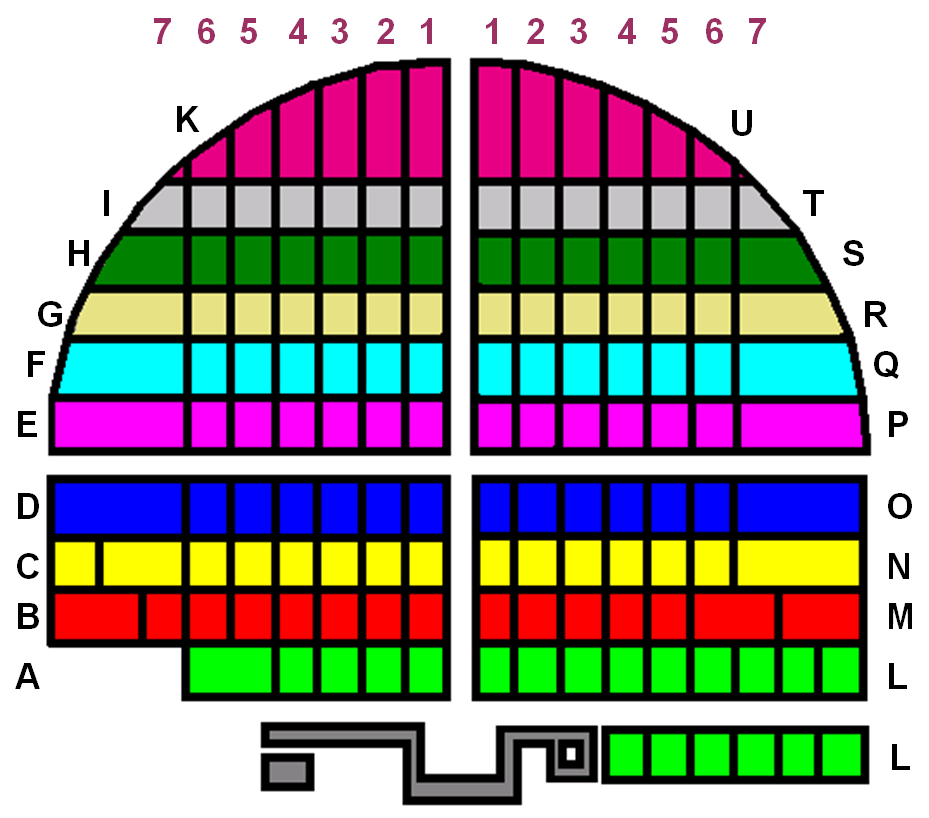

Mannheim se encuentra en la parte norte del alto Rin en la desembocadura del río Neckar. 
El centro de la ciudad en forma de herradura está cerca de la confluencia de los ríos Rin y Neckar. Al suroeste se halla el Palacio de Mannheim. Desde aquí parte la "Breite Strasse" ("Calle Ancha") que atraviesa la ciudad para llevar al "Paradeplatz" (La plaza de los desfiles).
En paralelo a esta calle principal hay otras calles que separan la ciudad en manzanas comúnmente denominadas "Cuadrados"  ("Quadrate"). La mayoría de las calles en el centro no se identifica por nombres, sino por estos "Cuadrados" compuestos por una combinación de letras y cifras. (Todas las calles tienen nombres pero suelen ser desconocidos hasta por sus propios habitantes. Se pueden averiguar en la administración del ayuntamiento.)
La denominación de los 144 cuadrados sigue el siguiente esquema:
- Partiendo del palacio, a las calles a la izquierda de la "Breite Strasse" se atribuyen las letras A - K, a la derecha las letras L - U.
- Los números se refieren a la distancia hacia la "Breite Strasse". Por lo tanto, el cuadrado G1 (la plaza del mercado) se encuentra en la séptima fila al lado de la "Breite Strasse".
- La numeración de las casas empieza en la esquina más cercana al palacio en las letras A - K en el sentido de las agujas del reloj y en las letras L-U en sentido contrario.

Parece que cuando los arquitectos diseñaron el sistema, se basaron en la imagen de una fuente con el palacio como fuente del agua subiendo por la "Breite Strasse" y bajando en círculos por ambos lados.
La ciudad está dividida en 17 barrios, 6 centrales y 11 periféricos.

## Economía
La ciudad pertenece a la región Rin-Neckar-Odenwald y linda con la comarca de "Bergstrasse" (perteneciendo a Hesse) además de las ciudades de Ludwigshafen del Rin y Frankenthal (ambas pertenecientes a Renania-Palatinado), de las que está separada solamente por el río Rin. Conjuntamente con las comunidades vecinas forma el espacio económico conocido como el triángulo Rin-Neckar.
Mannheim es una sede importante para la industria y cuenta con una universidad. Es cruce importante del tráfico con una de las mayores estaciones ferroviarias —la estación Central de Mannheim— y un gran puerto interior, uno de los mayores de Europa (el segundo mayor en 1980).
EvoBus, la división de autobuses y autocares de Daimler, tiene su planta de producción principal de vehículos de la marca Mercedes-Benz en esta ciudad.

## Inventos hechos en Mannheim

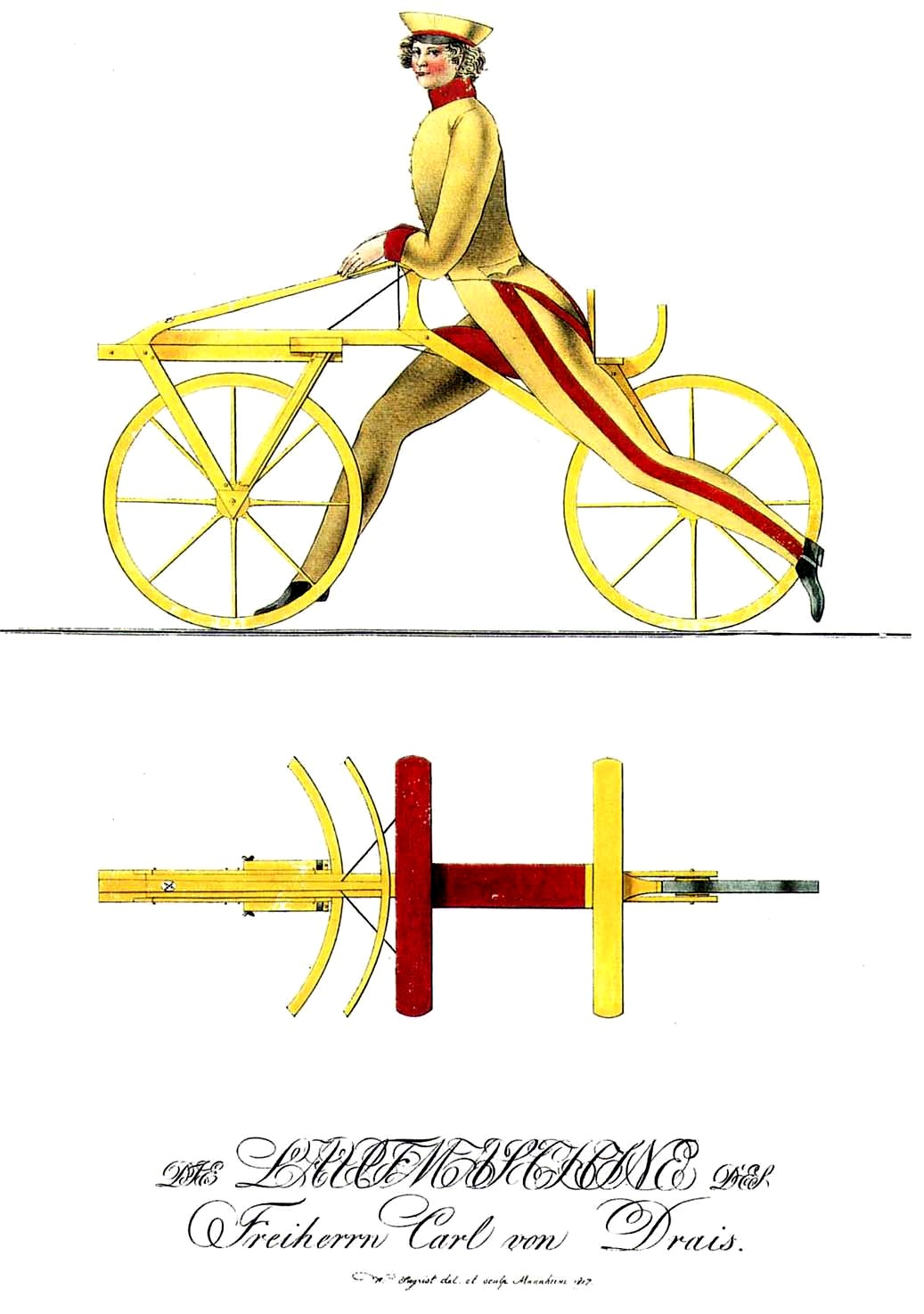
La primera bicicleta del mundo, construida por el barón Karl Freiherr von Drais en 1817.
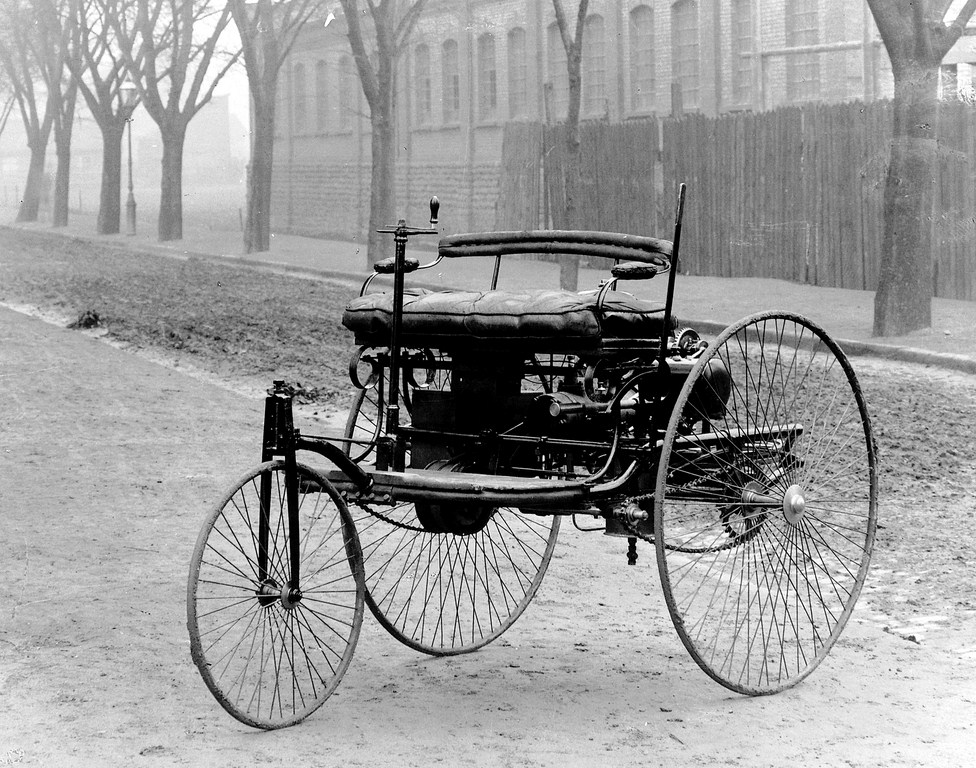
El primer automóvil del mundo, construido en Mannheim por Carl Benz en 1885.
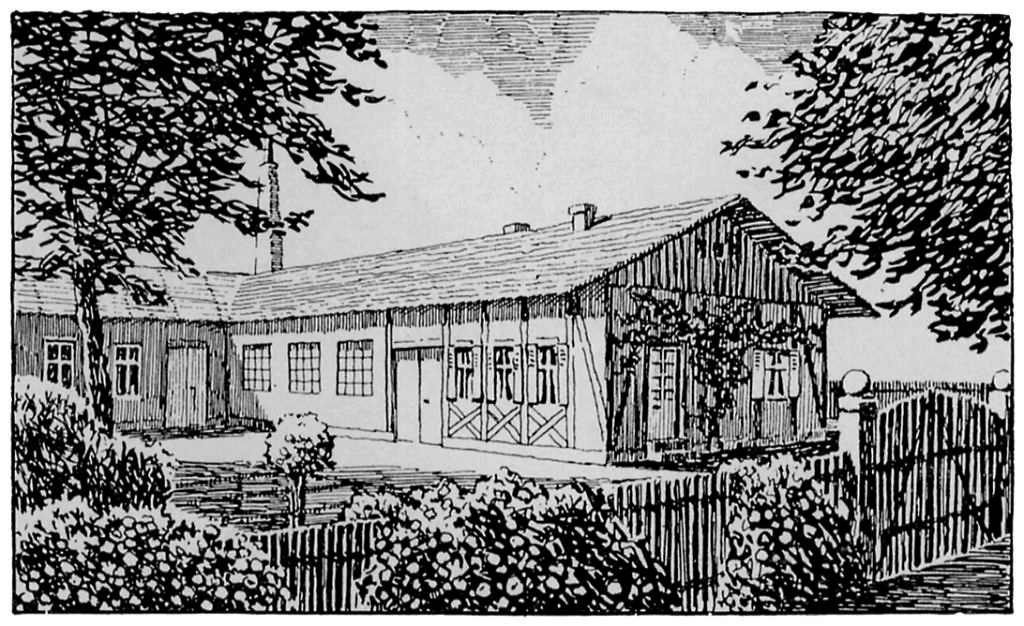
Talleres de Carl Benz en Mannheim (T6, 11).
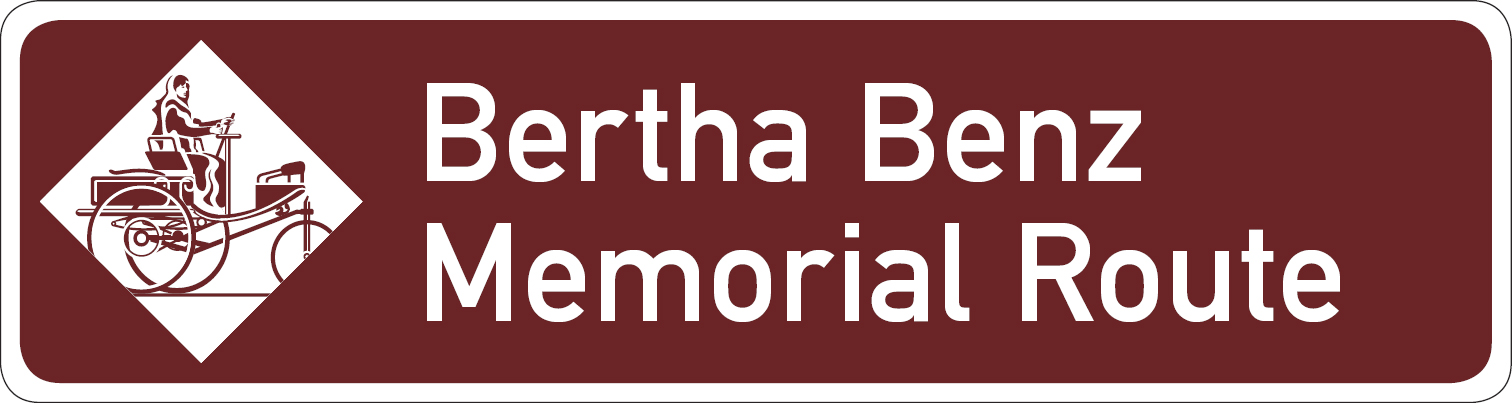
Letrero oficial de la ruta de Bertha Benz en conmemoración del primer trayecto largo recorrido en automóvil desde Mannheim hasta Pforzheim en 1888 (104 km).

## Demografía
| Gráfica de evolución de Mannheim entre 1450 y 2019 |
|                                                    |

En 2001 se contaron las siguientes minorías importantes de extranjeros:
- Turcos: 22.687
- Italianos: 9.444
- Ex Yugoslavos: 9390
- Griegos: 3.283
- Polacos: 2.466
- Españoles: 1.599

## Monumentos y lugares de interés

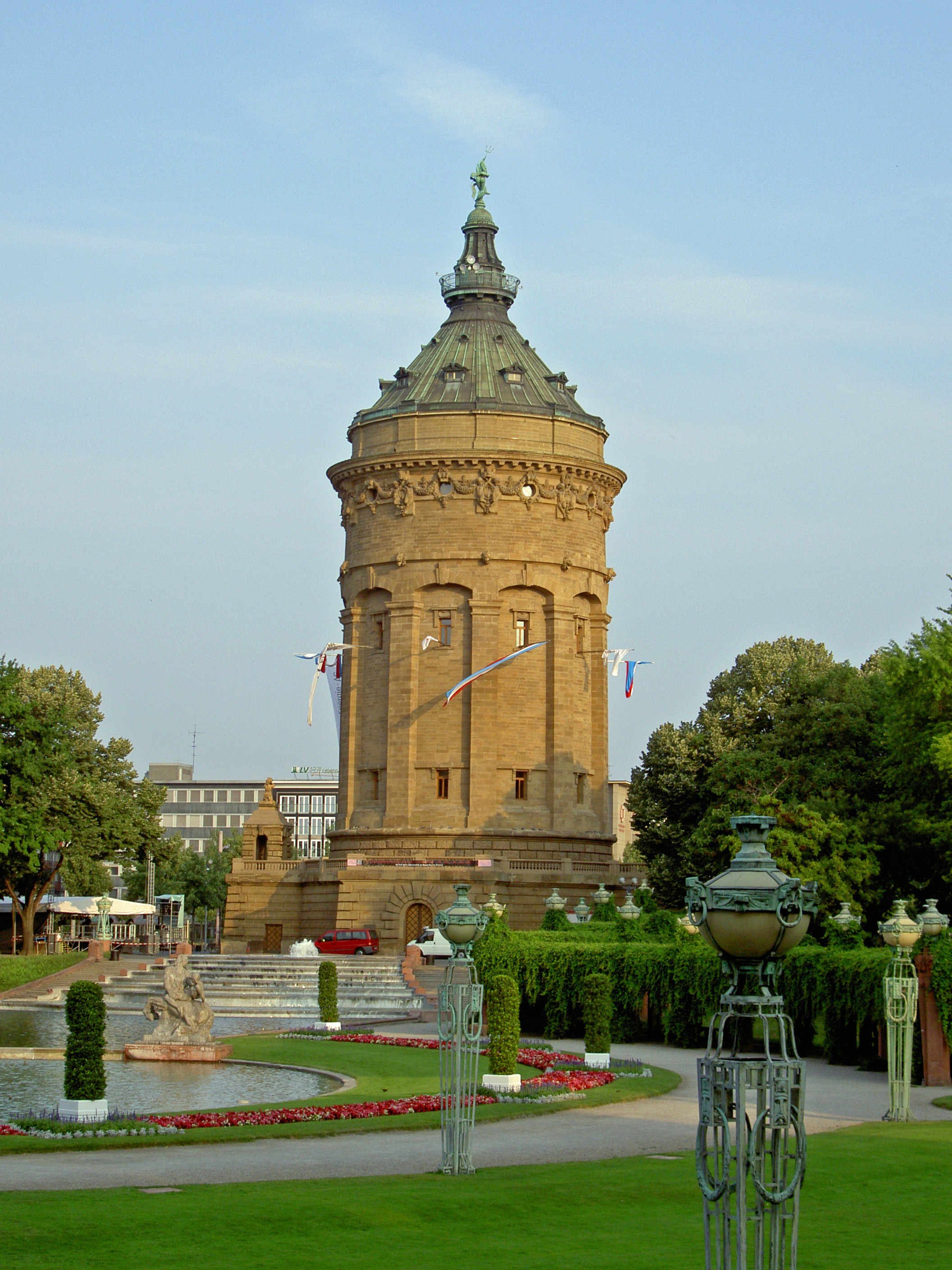
Torre de agua.

- Nationaltheater (Teatro Nacional) para ópera, teatro y ballet.
- Reiss-Engelhorn-Museo de la ciudad de Mannheim.
- Museo arqueológico, para la conservación de los monumentos, las culturas no europeas y ciencias naturales.
- Museo municipal, del arte, de la historia del arte y de la música
- Centro para la historia del arte y la cultura internacional
- Antiguo ayuntamiento
- Centro Collini
- Casa Dalberg
- Palacio del principado
- Torre de agua ("Wasserturm")
- Plaza del mercado
- Plaza del desfile ("Paradeplatz")
- Luisenpark ("Parque de Luise")
- Bertha Benz Memorial Route

## Sociedad
Mannheim está en el centro de la antigua "Kurpfalz" (Palatinado Electoral), de la que fue su capital a partir de 1720.
En la historia más reciente, la pérdida de puestos de trabajo en la industria caracteriza la ciudad de Mannheim que intenta aliviar la situación con la construcción de nuevos parques industriales, de comercio y de administración.
En los últimos años Mannheim se conoce por su importancia en la producción musical y entre sus habitantes hay diversos músicos que han ocupado lugares importantes en las listas de éxitos alemanas.

### Acontecimientos
- Febrero: Procesión de Carnaval.
- Abril: Time Warp.
- Abril/mayo: Feria de mayo y fiesta de mayo.
- Julio: Fiesta de la noche de verano en el Luisenpark y fiestas municipales.
- Septiembre/octubre: Fiesta de octubre.
- Noviembre/diciembre: Dos mercados navideños.

## Deportes
SV Waldhof Mannheim es el club de fútbol local y milita en la tercera división del fútbol nacional, la 3. Liga. Juega de local en el Estadio Carl-Benz cuyo aforo es de 27.000 espectadores.
Cada dos años desde 1958, en abril se celebra en la localidad el Torneo Albert Schweitzer de baloncesto, considerado como el mundial oficioso junior.